# المعتصم بالله المصراتي
المعتصم بالله علي محمد المصراتي (ولد في 6 أبريل 1996 في مصراتة، ليبيا)، هو لاعب كرة قدم ليبي محترف يلعب في مركز خط الوسط مع نادي موناكو في الدوري الفرنسي على سبيل الإعارة من نادي بشكتاش التركي ويلعب أيضاً مع منتخب ليبيا.

## مسيرته
بدأ مسيرته مع نادي الاتحاد الليبي عام 2013 ثم انضم إلى نادي فيتوريا غيماريش البرتغالي الثاني عام 2017 كخطوة مبدئية، إلا أنه كافح لإثبات نفسه في الفريق الثاني حتى تم جعل هذه الخطوة دائمة في وقت لاحق و تم تثبيته في الفريق الأول في عام 2019. وقضى الموسم التالي معارا للفريق البرتغالي ريو آفي. في بداية الموسم 20/21 انتقل الي النادي البرتغالي سبورتينغ براغا. في أبريل من نفس العام تحصّل المصراتي على جائزة أفضل لاعب وسط لشهر فبراير في الدوري البرتغالي لكرة القدم والمقدّمة من رابطة الأندية المنظمة للمسابقة. جاءت الجائزة بناءا على لعبه دورًا حاسمًا مع الفريق خلال ست مباريات بالدوري لذات الشهر و تصويت مدربي 18 فريقا.
شارك المصراتي أساسيا لأول مرة مع منتخب ليبيا في عام 2014 و هو في سن 18 بعد ان اكتشفه المدرب الإسباني، خافيير كليمنتي ، حين استدعاه للمنتخب الليبي الأول ضد أثيوبيا ضمن كأس الأمم الافريقية.